# Gajówka Rzepin
Gajówka Rzepin – osada leśna – gajówka w Polsce położona w województwie świętokrzyskim, w powiecie starachowickim, w gminie Pawłów.
Gajówka położona przy drodze nr 756, około 1,6 km. na północ od rozjazdu z drogą nr 752.
W latach 1975–1998 miejscowość położona była w województwie kieleckim.